# Шитиков Дмитро Сергійович
Дмитро Сергійович Шитиков (рос. Дмитрий Сергеевич Шитиков; нар. 21 січня 1986, м. Тюмень, СРСР) — російський хокеїст, правий нападник. Виступає за «Амур» (Хабаровськ) у Континентальній хокейній лізі.
Вихованець хокейної школи «Рубін» (Тюмень). Виступав за ЦСКА-2 (Москва), «Динамо» (Мінськ), «Амур» (Хабаровськ), «Динамо» (Москва), СКА (Санкт-Петербург), ХК ВМФ (Санкт-Петербург) «Сєвєрсталь» (Череповець).
У складі юніорської збірної Росії учасник чемпіонатів світу 2003 та 2004 років.
Досягнення
- Володар Кубка європейських чемпіонів (2006).
- Володар Кубка Шпенглера (2008, 2010)
- Переможець юніорського чемпіонату світу (2004), бронзовий призер (2003).